# La Petite Jérusalem
Pour plus de détails, voir Fiche technique et Distribution.
La Petite Jérusalem est un film français réalisé par Karin Albou, sorti en 2005.

## Synopsis
Fragile et introvertie, Laura (Fanny Valette) est une jeune juive orthodoxe, étudiante en philosophie ; elle vit dans un appartement de Sarcelles, dans la banlieue parisienne, avec sa sœur aînée Mathilde (Elsa Zylberstein), leur mère venue de Tunisie, Ariel (Bruno Todeschini), le mari de Mathilde et leurs quatre enfants. La famille vit au rythme des fêtes juives. 
Sa mère a beau essayer de la marier, c’est à la philosophie que Laura se consacre et elle a décidé de marcher tous les jours à sept heures du soir. Le rituel religieux est remplacé par celui de Kant. Ne se sentant à son aise chez son beau-frère, Laura rêve de pouvoir habiter au centre de Paris.
Mathilde, pour sa part, est heureuse de la vie qu’elle mène jusqu’au jour où elle trouve un cheveu blond (elle-même a des cheveux noirs) sur le manteau de son mari. Après qu’elle le lui a montré, il lui avoue qu’il a eu une aventure. Mathilde décide de divorcer et le dit à Laura qui, furieuse, demande à Ariel comment il a été capable de tromper sa femme. Il avoue qu’il est malheureux de leur vie sexuelle mais qu’il ne veut pas suggérer qu’ils fassent quelque chose de différent de peur d’offenser la pudeur de son épouse.
Mathilde va voir une femme au mikvé, qui l’aide à apprendre ce que dit la Torah concernant les relations sexuelles et comment elle peut faire plaisir à son mari, ce qui n’est pas interdit par la Torah. Mathilde avoue qu’elle n’éprouve aucun désir envers son mari, mais lentement, avec le temps, elle commence à renouer avec lui sur le plan sexuel.
Laura, de son côté, commence à nourrir des sentiments passionnés pour Djamel, un musulman algérien qui travaille au centre religieux où elle aide aussi à faire le ménage. Bien qu’elle lui ait dit qu’ils ne pouvaient pas avoir de relation, elle tombe profondément amoureuse de lui. Lorsqu’il l’emmène rencontrer sa famille, les parents de Djamel sont contrariés d’apprendre que Laura est juive et lui disent qu’elle devra se convertir à l’Islam s’ils veulent se marier. Sachant qu’il ne peut pas subsister sans l’aide financière de sa famille et ne voulant pas que Laura se convertisse, Djamel rompt leur relation. Anéantie, Laura essaie de se suicider en utilisant les somnifères de Mathilde, mais son beau-frère Ariel la retrouve à temps et la sauve.
Après avoir été victime d’un agression antisémite, Ariel décide de s’installer en Israël avec sa famille. Sa belle-mère décide de les suivre mais donne à Laura la bague qu’elle a fait sortir en contrebande de Tunisie afin que sa fille puisse la vendre et rester à Paris.

## Fiche technique
- Titre : La Petite Jérusalem
- Réalisation : Karin Albou
- Scénario : Karin Albou
- Production : Laurent Lavolé et Isabelle Pragier
- Budget : 1,28 million d'euros
- Musique : Cyril Morin
- Photographie : Laurent Brunet
- Montage : Christiane Lack
- Décors : Nicolas de Boiscuillé
- Pays d'origine :  France
- Format : couleur - 1,85:1 - DTS - 35 mm
- Genre : drame
- Durée : 96 minutes
- Dates de sortie : 16 mai 2005 (festival de Cannes), 14 décembre 2005 (France), 25 janvier 2006 (Belgique)

## Distribution
- Fanny Valette : Laura
- Elsa Zylberstein : Mathilde
- Bruno Todeschini : Ariel
- Hedi Tillette de Clermont-Tonnerre : Djamel
- Sonia Tahar : La mère
- Michaël Cohen : Éric
- Aurore Clément : La femme du mikvé
- François Marthouret : Le professeur de philosophie
- Saïda Bekkouche : La tante de Djamel
- Salah Teskouk : L'oncle de Djamel

## Distinctions
- Nomination à l'Iris d'or lors du Festival du film européen de Bruxelles 2005.
- Prix SACD du meilleur scénario lors du Festival de Cannes 2005.
- Nomination aux Césars 2006 du meilleur premier film et du meilleur jeune espoir féminin pour Fanny Valette.